# Rip Van Winkle (1978)
Rip Van Winkle ist ein US-amerikanischer knetanimierter Kurzfilm von Will Vinton aus dem Jahr 1978. Er beruht auf der Kurzgeschichte Rip Van Winkle von Washington Irving.

## Handlung
Rip Van Winkle lebt in einem kleinen amerikanischen Dorf, das aus niederländischen Siedlern besteht. Statt geregelter Arbeit nachzugehen, spielt er lieber für die Bewohner des Dorfes, singt und hilft den Kindern beim Drachenfliegen. Er ist beliebt, auch wenn er als naiv gilt. Nur Peter Vanderdonk lehnt Rip Van Winkles Lebensstil an: Er hat ihm ein Haus vermietet und wartet bereits seit Monaten auf die Miete. Er setzt ihm daher eine Frist von einer Woche, in der Rip Van Winkle die Schulden bei ihm begleichen soll. Am nächsten Tag begibt sich Rip Van Winkle mit geernteten Mais zum Markt. Da er unterwegs jedoch zwei Sack Mais an einen bedürftigen Bauern verschenkt und zusätzlich auf dem Weg zum Markt zahlreiche Säcke verliert, hat er kaum Einnahmen. Um die Schulden zurückzuzahlen, begibt er sich zur Eichhörnchenjagd in den Wald, ist jedoch ein Tierfreund und schießt daher kein einziges Tier. Als er sich sein Gesicht wäscht, scheint sein Spiegelbild mit ihm zu sprechen. Entsetzt flüchtet Rip Van Winkle und fällt. Erneut hört er jemanden seinen Namen rufen und sieht ein kleines Männchen, das ihn auffordert, ihm ein Fass weiterzuschieben. Rip Van Winkle bringt es bis in eine Höhle, wo zahlreiche andere Männchen Kegeln und schließlich das Fass leeren. Auch Rip Van Winkle erhält ein Glas des Getränks.
Nach dem Trunk glaubt Rip Van Winkle, durch die Luft zu schweben. Er spricht mit Felsen, Bergen und Bäumen, läuft auf einem Regenbogen entlang und erwacht schließlich auf dem Boden. Er geht zurück zum Dorf, sieht unterwegs eine Grabstätte für einen Niederländer, der die Menschen mit seinem Gesang erfreute, und kommt schließlich im Dorf an. Sein Wohnhaus ist eine Ruine und auch das Zentrum des Dorfes hat sich sehr verändert. Er glaubt, den Bauern wiederzuerkennen, dem er damals Mais gegeben hatte, doch ist der Mann der Sohn des Bauern. Rip Van Winkle hat rund 20 Jahre verschlafen. Aus seiner Generation lebt nur noch der alte Vanderdonk, der zunächst wütend reagiert, weil Rip Van Winkle ihm damals die Miete nicht gezahlt hat, sich aber erweichen lässt, als ihm Rip Van Winkle ein neues Lied vorspielt. Rip Van Winkle darf nun bei ihm wohnen. Da er der einzige ist, der die mysteriösen Kaatskills und ihre Zauberkraft am Leib erfahren hat, wird er wieder ein beliebter Geschichtenerzähler für Jung und Alt.

## Produktion
Rip Van Winkle entstand als Knetanimation. Zu den Animatoren zählten neben Vinton auch Barry Bruce, Don Merkt und die spätere Oscargewinnerin Joan C. Gratz. Der Film weicht teilweise von der Literaturvorlage ab. Zudem besitzt er durch zahlreiche Lieder Musicalcharakter. Der Erzähler des Films ist Will Geer; Rip Van Winkle wird von Tim Conner gesprochen.

## Auszeichnungen
Rip Van Winkle wurde 1979 für einen Oscar in der Kategorie „Bester animierter Kurzfilm“ nominiert, konnte sich jedoch nicht gegen Special Delivery durchsetzen.